# 1146 Biarmia
Biarmia (asteróide 1146) é um asteróide da cintura principal com um diâmetro de 31,14 quilómetros, a 2,2887376 UA. Possui uma excentricidade de 0,2503721 e um período orbital de 1 948,58 dias (5,34 anos).
Biarmia tem uma velocidade orbital média de 17,04580908 km/s e uma inclinação de 17,0293º.
Esse asteróide foi descoberto em 7 de Maio de 1929 por Grigory Neujmin.